# 吴强 (1970年)
吴强（1970年—），中国政治学者，原清华大学政治学系讲师，主要研究社会运动。曾经营微信公众号“K博的壕”。

## 生平
福建泉州人。父母供职于中国人民解放军医疗部门。先后获得中国人民大学经济学学士（1992年）、汉堡大学欧洲法和经济学硕士（2000年）和杜伊斯堡大学政治学博士（2008年）。2009年入职清华大学政治学系。2015年由于从事2014年香港占中运动的实地研究被清华大学停职，2021年被正式解聘并禁止入校。清华大学要求其搬离周转房并且索偿未缴房租的巨额违约金，吴强向北京市海淀区法院提请调解劳动纠纷，清华大学拒绝调解，2021年诉讼被海淀区法院驳回。2024年，清华大学再次发起诉讼，要求其赔偿2020—2024年违约金。为此，吴强发表《致清华校长公开信》。他说：“过去十几年所发生的最新的变化，实际上是大学被阉割萎缩，而这个阉割萎缩实际上又跟中国公民社会中中国的知识共同体的消亡有直接的关系。”